# Indien
Indien (hindi: भारत, Bhārat), officiellt Republiken Indien (hindi: भारत गणराज्य, Bhārat Gaṇarājya), är en förbundsrepublik i södra Asien. Det är det sjunde största landet till ytan och världens folkrikaste land.
Indien har kust mot Indiska oceanen i söder, Arabiska havet i väster och Bengaliska viken i öster. Ögrupperna Andamanerna och Nikobarerna i Bengaliska viken tillhör Indien. Landet gränsar till Pakistan i väster, till Kina, Nepal och Bhutan i norr och till Bangladesh och Myanmar i öster. I Indiska oceanen söder om Indien ligger örikena Sri Lanka och Maldiverna.
Indiska subkontinenten var kring år 2 000 f.Kr. hem för Induskulturen och har varit platsen för historiska handelsleder och stora imperier och förknippats med ekonomisk och kulturell rikedom under stora delar av sin långa historia. Fyra stora världsreligioner, hinduismen, buddhismen, jainismen och sikhismen, uppstod där, medan zoroastrismen, judendomen, kristendomen och islam anlände under första årtusendet e.Kr. och formade områdets mångskiftande kultur. Indien annekterades gradvis av Brittiska ostindiska kompaniet från början av 1700-talet och blev formellt en koloni under Storbritannien vid mitten av 1800-talet. Landet blev självständigt 1947 efter en självständighetskamp som ledde till att den brittiska kolonin delades i de självständiga staterna Indien och Pakistan.
Indien är en förbundsrepublik, bestående av 29 delstater och sju unionsterritorier, och en parlamentarisk demokrati. Den har världens sjätte största ekonomi mätt i nominell växelkurs (2020) och den fjärde största mätt i köpkraft.[källa behövs] Ekonomiska reformer har transformerat Indien till den näst snabbast växande ekonomin (2018), men landet lider fortfarande av höga nivåer av fattigdom, 
analfabetism och undernäring. Indien är ett mångreligiöst, mångspråkigt och multietniskt samhälle som även hyser en mångfald djur och växter i ett antal skyddade områden.

## Etymologi
Bharat (uttal (fil), /bʰɑːrət̪/) är det äldsta av landets namn. Ordet kommer från sanskrit och är i de hinduiska skrifterna Puranas en beteckning för landet mellan Himalaya och havet i söder. Indiens grundlag och bruket i olika indiska språk erkänner Bharat som officiellt namn med jämlik ställning vid sidan av Indien.
Namnet Indien härstammar från Indus, som är härlett från det fornpersiska ordet Hindu, från sanskrit Sindhu, den historiska lokala benämningen på floden Indus i nuvarande Pakistan. De gamla grekerna kallade indierna Indoi (Ινδοί), Indus folk. I europeiska språk har varianter av "Indien" ofta använts för allt land öster om Indus, som i till exempel Ostiniden eller Bortre Indien.
Hindustan (/hin̪d̪ust̪ɑːn/), vilket är det persiska ordet för "Indiernas land", har samma ursprung som Indien. Det syftade inledningsvis på norra Indien men har också använts för hela halvön. Ordet har ibland felaktigt använts i betydelsen "hinduernas land", bland annat av rörelser som vill se ett hinduiskt Indien med hindi som nationalspråk.

## Historia

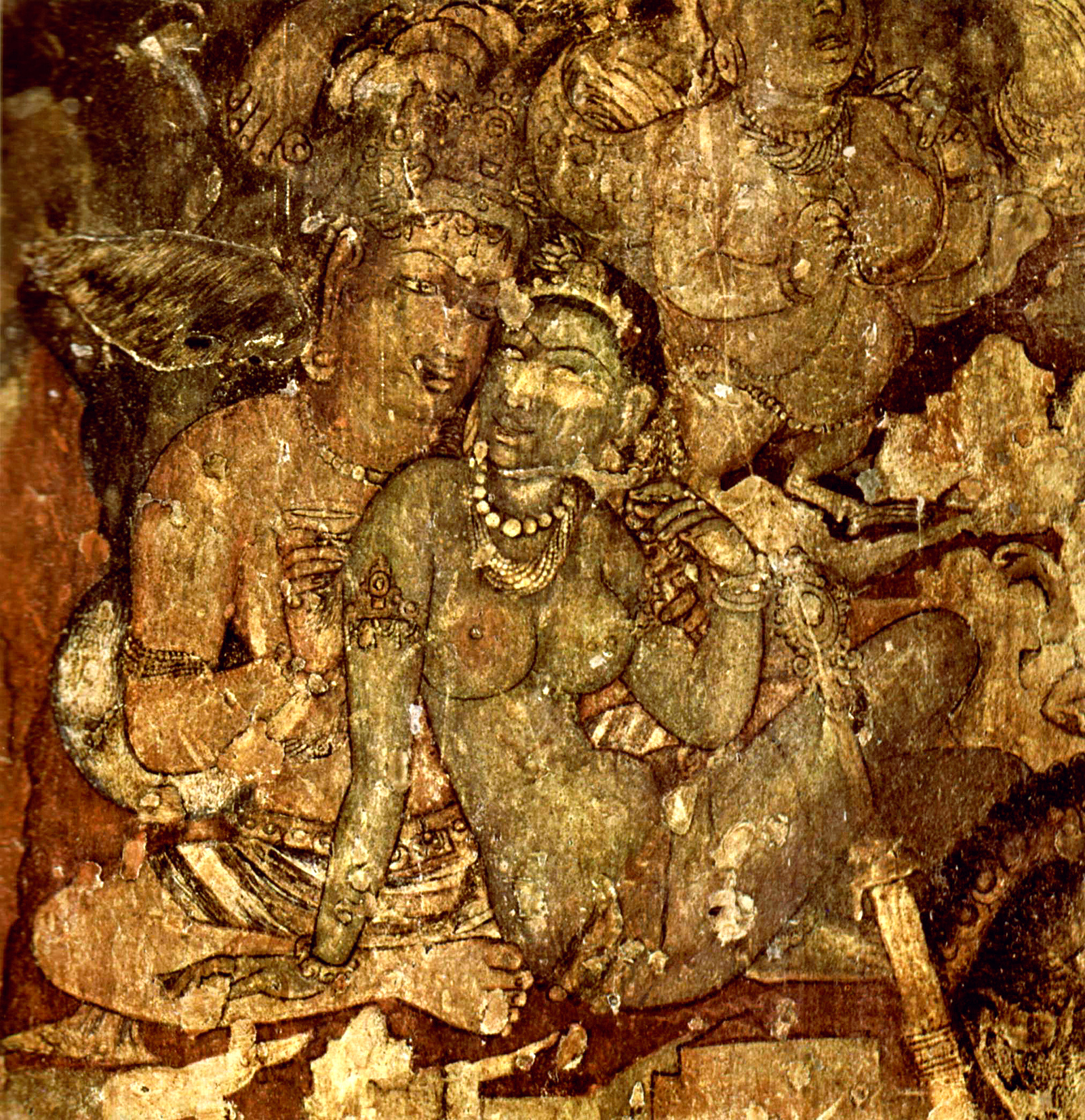
Målningar i Ajantagrottorna i Aurangabad, Maharashtra, 500-talet.

Indiens historia är inte historien om ett land utan om en subkontinent som aldrig helt varit en sammanhållen politisk enhet.
Utvecklingen på subkontinenten har i hög grad präglats av invasioner och folkvandringar från nordväst. Det gäller förmodligen redan de folk som skapade den högstående Induskuturen från år 2500 f.Kr. Efter dem kom människor som talade indoariska språk och lade grunden för det system av religion och samhällsregler som senare kom att benämnas hinduism. På 500-talet f.Kr. kom erövrare från det persiska riket, på 300-talet f.Kr. gick Alexander den store så långt som till Indus och under de följande århundradena kom flera invasioner från hellenistiska riken med centrum i Afghanistan. En ny stor invasionsvåg med början på 700-talet e.Kr. skapade med tiden stora muslimska riken i Indien. Den senaste erövringen, Storbritanniens kolonisering av Indien, kom dock till största delen sjövägen.
Oavsett invasioner och maktförhållanden har det stora indiska området alltid präglats av en stor mångfald vad gäller språk, religioner och andra kulturyttringar, och även under de stora härskardynastiernas tid har det funnits ett antal större eller mindre områden som varit självständiga riken eller legat utanför de stora maktbasernas räckvidd. Texten nedan gör inte anspråk på att nämna dem alla.

### Subkontinentens historia från stenålder till 1947
De tidigaste kända spåren av mänskligt liv i Indien är klippinristningar med djurmotiv på kustslätten söder om Bombay. Dessa tros kunna vara upp till 40 000 år gamla, med tanke på djuren som är avbildade. Målningar i klippor från stenåldern finns i Bhimbetka i Madhya Pradesh. De äldsta målningarna där antas vara upp till 10 000 år gamla. I vad som idag är Pakistan och västra Indien fanns under bronsåldern (c.a 2 500–1 700 f Kr.) den högstående Induskulturen, även kallad Harappakulturen efter en av dess tidigast utgrävda städer. Från cirka 2 000 f.Kr. invandrade människor som talade indoariska språk, de så kallade arierna, till indiska halvön från nordväst. På detta följde den vediska perioden, som lade grunden till hinduismen och andra kulturella aspekter av det tidiga indiska samhället, och avslutades under 500-talet f.Kr. Från omkring 550 f.Kr. bildades många oberoende kungariken och republiker över hela landet. Det mest betydande av dessa var Magadhariket (cirka 550–324 f.Kr.) 327/326 f.Kr. befann sig Alexander den store vid Indiens gräns.
Under 200-talet f.Kr. förenades större delen av Sydasien till Mauryariket av Chandragupta Maurya och blomstrade under Ashoka. Guptarikets tid (c:a 275–550 e.Kr.) i halvöns norra halva har ibland kallats "Indiens guldålder." 
Bland imperierna i södra Indien fanns Chalukyadynastin (500–1100-talen e.Kr.), Choladynastin (900–1200-talen e.Kr.) och Vijayanagarariket (1000–1600-talen e.Kr.). 
Efter invasioner från Centralasien från 900-talet till 1100-talet föll stora delar av norra Indien under Delhisultanatets (1290–1413) och senare (1526–1707) Mogulrikets styre. Under Akbar den store upplevde Indien mycket kulturell och ekonomisk framgång samt religiös harmoni. Mogulkejsarna utvidgade gradvis sina riken så att de täckte stora delar av subkontinenten. I nordöstra Indien var dock den dominerande makten riket Assam, bland de få riken som stod emot mogulernas överhöghet.
Från 1500-talet upprättade europeiska länder som Portugal, Nederländerna, Frankrike och Storbritannien handelsstationer och drog senare fördel av interna konflikter för att bilda kolonier i landet. Vid år 1856 var större delen av Indien under Brittiska ostindiska kompaniets kontroll. 
Ett år senare skedde ett landsomfattande uppror av militära enheter och kungariken, det så kallade sepoyupproret, som allvarligt utmanade Ostindiska kompaniets kontroll men så småningom misslyckades. Som en följd av instabiliteten lades Indien under den brittiska kronans direkta styre, som en del av det så kallade British Raj, eller Brittiska Indien.

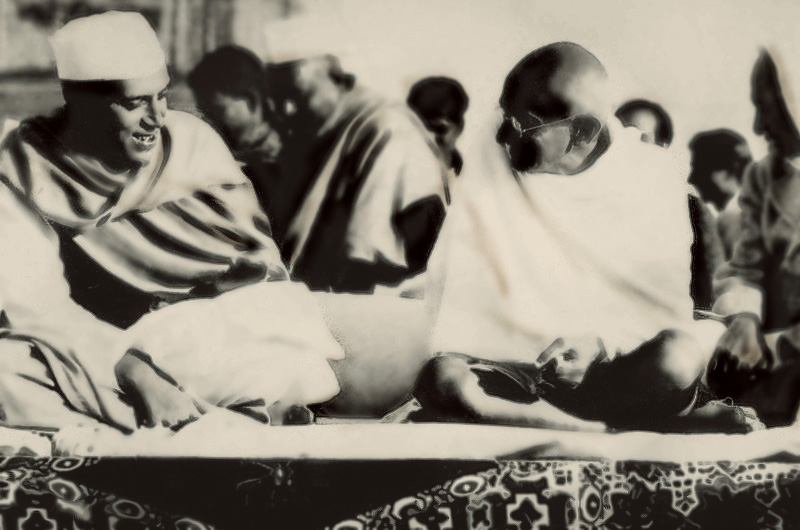
Mahatma Gandhi (höger) med Jawaharlal Nehru, 1937. Nehru blev senare Indiens förste premiärminister 1947.

På 1900-talet inledde Kongresspartiet (Indian National Congress) och andra politiska organisationer en landsomfattande kamp för självständighet. Den indiska ledaren Mahatma Gandhi ledde miljontals människor i nationella kampanjer av icke-våldsamt motstånd.
15 augusti 1947 blev Indien en dominion i Brittiska samväldet under ledarskap av premiärminister Jawaharlal Nehru. Samtidigt delades landet i det uttryckligen sekulära men huvudsakligen hinduiska Indien och det uttryckligen muslimska Pakistan, delat i Väst- och Östpakistan. I samband med delningen skedde våldsamheter mellan hinduer och muslimer.

### Republiken Indiens historia
En konstituerande församling antog Indiens nya grundlag 26 november 1949. Indien blev officiellt en sekulär republik i Samväldet efter att grundlagen trätt i kraft 26 januari 1950.
Efter självständigheten har Indien mött utmaningar från religiöst våld, kastbaserat våld, naxaliter, terrorism och regionala separatistiska uppror, särskilt i Kashmir och nordöstra Indien. Sedan 1990-talet har många indiska städer drabbats av terroristattacker. Indien har olösta territoriella tvister med Kina, som 1962 eskalerade till sino-indiska kriget, och med Pakistan, som ledde till krig 1947, 1965, 1971 och 1999. Indien är ett av grundarländerna i FN (som Brittiska Indien) och De alliansfria staternas organisation. År 1974 utförde Indien ett underjordiskt kärnvapenprov och ytterligare fem prov 1998, vilket gör Indien till en kärnvapenmakt. Med början 1991 har betydande ekonomiska reformer omdanat Indien till en av de snabbast växande ekonomierna i världen, och ökat dess globala inflytande.

#### De första åren efter självständigheten[34]
Landets delning medförde ett oerhört blodbad. Enbart i Punjab dödades mer än 600 000 människor. I det islamska Pakistan bodde miljoner hinduer, och miljoner muslimer fanns i det övervägande hinduiska Indien. Man beräknade att cirka 14 miljoner människor flyttade från det ena landet till det andra. Inom kort råkade de båda nybildade staterna i konflikt om Kashmir, som i likhet med övriga furstestater hade fått frihet att välja vilket land det ville tillhöra. Kashmirs maharadja – en hindu – regerade över en islamsk majoritet, och efter ett islamskt uppror beslöt maharadjan att hans land skulle tillhöra Indien. Men Pakistan hävdade att Kashmir rätteligen tillhörde detta land, och krig utbröt mellan Indien och Pakistan. Efter en förnyad konflikt i Kashmirfrågan enades båda sidor 1966 vid en konferens i den sovjetiska staden Tasjkent om att dra tillbaka sina trupper. Pakistan fick kontrollen nordväst om stilleståndslinjen, men Indien vidhöll sina anspråk på hela området.

#### Indien under Nehru 1947–64[34]
Indiens förste premiärminister efter 1947 blev Nehru, som Gandhi hade utsett till sin efterträdare. Nehru förklarade att han ville modernisera Indien och framför allt reformera kastväsendet. Den tunga industrin, som ofta var statsägd, utbyggdes på jordbrukets bekostnad, vilket medförde att Indien blev beroende av att importera livsmedel. När Indien 1950 blev republik, insisterade Nehru på att landet skulle kvarstå som medlem av Brittiska samväldet. Han kunde obehindrat föra en neutral politik mellan väst och öst, så länge det var till gagn för Indien, men på hösten 1962 ledde hans hårdnackade vägran att förhandla med Kina om nordöstgränsen till krig mellan de båda länderna, och Indiens förödmjukade nederlag ledde till att hela neutralitetspolitiken ställdes under debatt. Trots väsentliga sociala förbättringar i landet rådde besvikelse över att kongresspartiet inte hade förmått genomföra några verkligt genomgripande sociala och ekonomiska reformer.

#### Splittring inom kongresspartiet[34]
Nehru efterträddes av Lal Bahadur Shastri, vars ämbetsperiod blev kort; den dominerades av ett kortvarigt krig med Pakistan 1965 och slutade med hans död i januari 1966. Sovjetunionens medling i kriget med Pakistan ökade det ryska inflytandet i Indien, och 1971 slöts ett försvarsavtal mellan de båda länderna. Shastri efterträddes av Indira Gandhi, Nehrus dotter. Hennes avsikt var att återge kongresspartiet dess tidigare inflytande. I valet 1967 förlorade dock partiet många röster i delstaterna, även om det lyckades behålla majoriteten i förbundsparlamentet. Den ständiga slitningen mellan Indira Gandhi och partiets övriga ledande medlemmar ledde 1969 till en splittring. Eftersom hon inte hade ett brett parlamentariskt stöd bakom sig utlyste Indira Gandhi nyval 1971. Hon vann en övertygande seger som gav henne absolut majoritet i parlamentet och dessutom i många delstater. Hennes seger kan ses som en väljarnas protest mot den politiska anarki, som hade varit rådande i landet sedan splittringen 1969.

#### Krig med Pakistan[34]
Det framgångsrika kriget mot Pakistan stärkte för en tid Indira Gandhis regering också inrikespolitiskt. Men den stora prestige som hennes regering fått genom kriget minskade så småningom under trycket av stora ekonomiska svårigheter och livsmedelsproblem. Indien hade i början av 70-talet stolt kunnat proklamerat att man uppnått självförsörjning med livsmedel. Men försämrade skördar 1973 och 1974 skapade på nytt hungerproblem i några av Indiens fattigare provinser. Samtidigt drabbades landet av ökad inflation, som främst hängde samman med oljekrisen och de kraftigt stigande priserna på olja.
Flera indiska delstater hemsöktes under 1974 av politiska oroligheter och hungerkravaller. 1975 blev det lilla kungadömet Sikkim i Himalaya Indiens 22:a delstat. Samma år försvagades Indira Gandhis politiska ställning, då en lokal domstol fällde henne för valfusk i 1971 års parlamentsval. Domslutet drev henne till en politisk kupp, som satte stora delar av demokratin ur spel, medan många oppositionsmän fängslades. Efter två års regerande med hjälp av undantagslagar genomförde Gandhi parlamentsval i mars 1977, som blev en kraftig nederlag för hennes kongressparti. Bland orsakerna har bland annat pekats på det utbredda missnöjet med hennes steriliseringsprogram för kontroll av befolkningstillväxten, som delvis tagit alltför hänsynslösa former. En annan bidragande orsak var hennes brutala slumsanering.
Indira Gandhi efterträddes av Morarji Desai, ledare för högerfronten Janata Party. Regeringskoalitionen visade sig dock vara bräcklig, och Janata splittrades snart i rivaliserande fraktioner. I juli 1979 avgick Desai och efterträddes av Charan Singh, ledare för en grupp som brutit sig in från högerfronten. Också Singhs regering skadades av inre ledarstrider. Parlamentet upplöstes och val ägde rum i januari 1980, där Indira Gandhi återtog makten i spetsen för ett rekonstruerat kongressparti. Vad gäller utrikespolitiken har den nya regeringen uppehållit goda förbindelser med Sovjetunionen på grundval av det vänskaps- och biståndsavtal som slöts 1971. Gandhiregeringen har varit måttfull i sin kritik mot Moskva för ockupationen av Afghanistan. Inrikespolitiskt har Indien gått in i 1980-talet med växande politisk och social oro. Blodiga oroligheter riktade mot invandrare har förekommit i delstaten Assam i nordöst, bönder har demonstrerat för bättre villkor i flera delstater, studentoroligheter har skakat bland annat Gujarat. Många demonstranter har dödats i sammandrabbningar med polis.

## Geografi

### Topografi och hydrografi
Indien kan indelas i tre större geografiska regioner; Himalayas högfjällsmassiv, det nordindiska slättlandet och högplatån Deccan i söder. Indiska halvön överensstämmer geologiskt i stort sett med den tektoniska platta som finns i detta område i Sydasien. Denna tektoniska platta ingick i den förhistoriska kontinenten Gondwana, som delades upp för 125 miljoner år sedan. Deccans berggrund består främst av prekambriska kristallina bergarter, medan slättlandet kring Ganges och dess flodsediment under sig har på tertiära sand- och lerlager. Den bördigaste jordbruksmarken finns i vittringsjorden på Deccan.[källa behövs]

### Klimat
Med undantag för bergsområdena längst i norr har i stort sett hela Indien ett tropiskt monsunklimat. Från december till och med februari råder nordostmonsunen med mildare väder. Från mars till juni är vädret varmt och torrt. Från juni till september råder sydvästmonsunen, vilket innebär rikligt med regn. Slutligen råder det från september till december en period där nederbörden gradvis minskas.[källa behövs]

### Växt- och djurliv
Enligt en uppskattning från 2002 förekommer i Indien cirka 1 200 olika fågelarter, 340 däggdjursarter, 420 kräldjursarter, 140 groddjursarter och ungefär 2 000 olika fiskarter. Bland ryggradslösa djur hittas cirka 50 000 olika insekter, ungefär 4 000 blötdjursarter och cirka 20 000 andra arter.

## Styre och politik

### Författning och styre
Indien var officiellt ett kejsardöme under den brittiske monarken fram till 1947. "Kejsaren" var representerad på plats av en vicekung, "Viceroy". Vid självständigheten valde Indien att stanna i det brittiska samväldet, men införde republik, något som trädde i kraft i praktiken 1950.
Indiens grundlag, den längsta och mest uttömmande grundlagen för något självständigt land i världen, trädde i kraft 26 januari 1950. Grundlagens preambel slår fast att landet är en självständig, socialistisk, sekulär och demokratisk republik, där de grundläggande fri- och rättigheterna garanteras. Centralmakten i Indien är starkare än i de flesta västliga förbundsstater, men delstaterna förstärkte kontinuerligt sin ställning under årtiondena efter 1947. Centralregeringen kan via beslut av presidenten ta över styret i en delstat. Indiens statsskick beskrevs traditionellt som 'kvasifederalt' med en stark centralmakt och svagare delstater, men det har blivit mer och mer federalt sedan slutet av 1990-talet som en följd av politiska, ekonomiska och sociala förändringar.
Statschef är Indiens president som väljs indirekt av ett elektorskollegium för en femårsperiod. Presidenten har ceremoniella uppgifter snarare än rena maktfunktioner. Indiens premiärminister är regeringschef och utövar i realiteten den exekutiva makten. Premiärministern tillsätts av presidenten, och har enligt praxis stöd av det parti eller den allians som innehar majoriteten av platserna i parlamentets underhus. Den verkställande grenen består av presidenten, vicepresidenten, och regeringen (med kabinettet som verkställande utskott) som leds av premiärministern. Varje minister med portfölj måste vara ledamot av något av parlamentets kamrar. Indien tillämpar parlamentarism, det vill säga att den verkställande makten är underordnad den lagstiftande och premiärministern och regeringen är direkt ansvarig inför parlamentets underhus.
Den federala lagstiftande församlingen är ett bikameralt parlament, med överhuset Rajya Sabha som organ för delstaterna och underhuset Lok Sabha som organ direkt för folket. Rajya Sabha, ett permanent organ, har 245 ledamöter som väljs för sex år och förnyas med 1/3 vartannat år. De flesta väljs indirekt av delstaternas och unionsterritoriernas lagstiftande församlingar i proportion till deras folkmängd. 543 av Lok Sabhas 545 ledamöter är direkt folkvalda som representanter för enskilda valkretsar för femåriga mandatperioder. De andra två ledamöterna nomineras av presidenten från den angloindiska folkgruppen om presidenten anser att den inte är nöjaktigt representerad.
Valsystemet till det indiska parlamentet sker enligt principen för enmansvalkretsar och enkel (relativ) majoritet, även kallat "first past the post".

### Politik

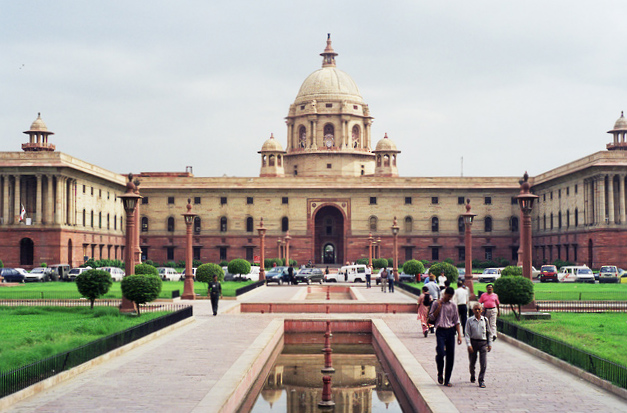
North Block i New Delhi hyser viktiga regeringsdepartement.

På den federala nivån är Indien den folkrikaste demokratin i världen. Under de flesta åren sedan självständigheten har den federala regeringen letts av Kongresspartiet, Mahatma Gandhis och Jawaharlal Nehrus parti, först med Nehru och sedan med hans dotter Indira Gandhi och slutligen Nehrus dotterson Rajiv Gandhi som premiärminister. Enda undantagen inträffade under två korta perioder under 1970-talet och 1980-talet. Politiken i delstaterna har dominerats av flera nationella partier, däribland Kongresspartiet, Bharatiya Janata Party (BJP), Communist Party of India (Marxist) (CPI(M)) och olika regionala partier.
Från 1950 till 1990 hade Kongresspartiet, med undantag av två korta perioder, majoritet i parlamentet. Premiärminister Nehru styrde Indien till sin död 1964. År 1966 var tiden mogen för Nehrus dotter Indira Gandhi att ta över. Hon satt som premiärminister 1966–1977. Kongresspartiet var borta från makten mellan 1977 och 1980, då Janata Party, en valallians av fem partier ledd av Morarji Desai, vann valet på grund av folkligt missnöje med det undantagstillstånd som utlysts av dåvarande premiärministern Indira Gandhi 1975, i en period av svåra politiska och ekonomiska problem. I ett försök att få folkligt stöd för åtgärden kallade regeringen Gandhi till nyval 1977, men förlorade.
År 1989 vann en koalition ledd av Janata Dal i allians med koalitionen Left Front valet men lyckades bara behålla makten i två år.
Sedan Indira Gandhi mördats tog hennes son Rajiv över som partiledare i Kongresspartiet. Rajiv Gandhi mördades under valkampanjen inför valet 1991. Då valet 1991 inte gav majoritet åt något parti bildade Kongresspartiet en minoritetsregering under premiärminister P.V. Narasimha Rao och lyckades sitta kvar under hela femårsperioden. Regeringen inledde en liberaliseringsprocess som öppnade landets ekonomi för internationell handel och utländska investeringar. Under denna tid förändrades också den politiska partistrukturen i Indien. Tidigare hade väljarna i allmänhet valt parti efter kast, religion eller etnicitet, men nu ökade istället stödet för en mängd regionala partier.
Hindunationalistiska Bharatiya Janata Party (BJP) lyckades för första gången vid valen i maj 1996 bli största parti i Lok Sabha.
Åren 1996–1998 var en period av instabilitet i den federala regeringen då flera kortlivade allianser regerade. BJP bildade kortvarigt en regering 1996, som följdes av United Front-koalitionen som uteslöt både BJP och Kongresspartiet. År 1998 bildade BJP National Democratic Alliance (NDA) med flera andra partier och blev den första regeringen utan Kongresspartiet som satt en hel mandatperiod ut. Premiärminister var Atal Behari Vajpayee. I valet 2004 fick Kongresspartiet det största antalet platser i Lok Sabha och bildade regeringen med en koalition kallad United Progressive Alliance (UPA), med stöd av olika vänsterinriktade partier och ledamöter som var motståndare till BJP.
På delstatsnivå styr olika politiska partier, en del nationella medan andra är aktiva i en eller några få delstater. Exempelvis styrs landets största delstat Uttar Pradesh med järnhand av en kvinna, Mayawati, som leder Bahujan Samaj Partiet. Ett annat exempel är Västbengalen som länge styrts av en regering ledd av ett av Indiens kommunistpartier.

I maj 2019 fick premiärminister Narendra Modi och hans hindunationalistiska parti BJP en historisk jordskredsseger i parlamentsvalet. BJP hade säkrat en klar egen majoritet av parlamentets platser. Modi hade varit i makten sedan valet år 2014. Både Kongresspartiet och kommunisterna förlorade i valet.

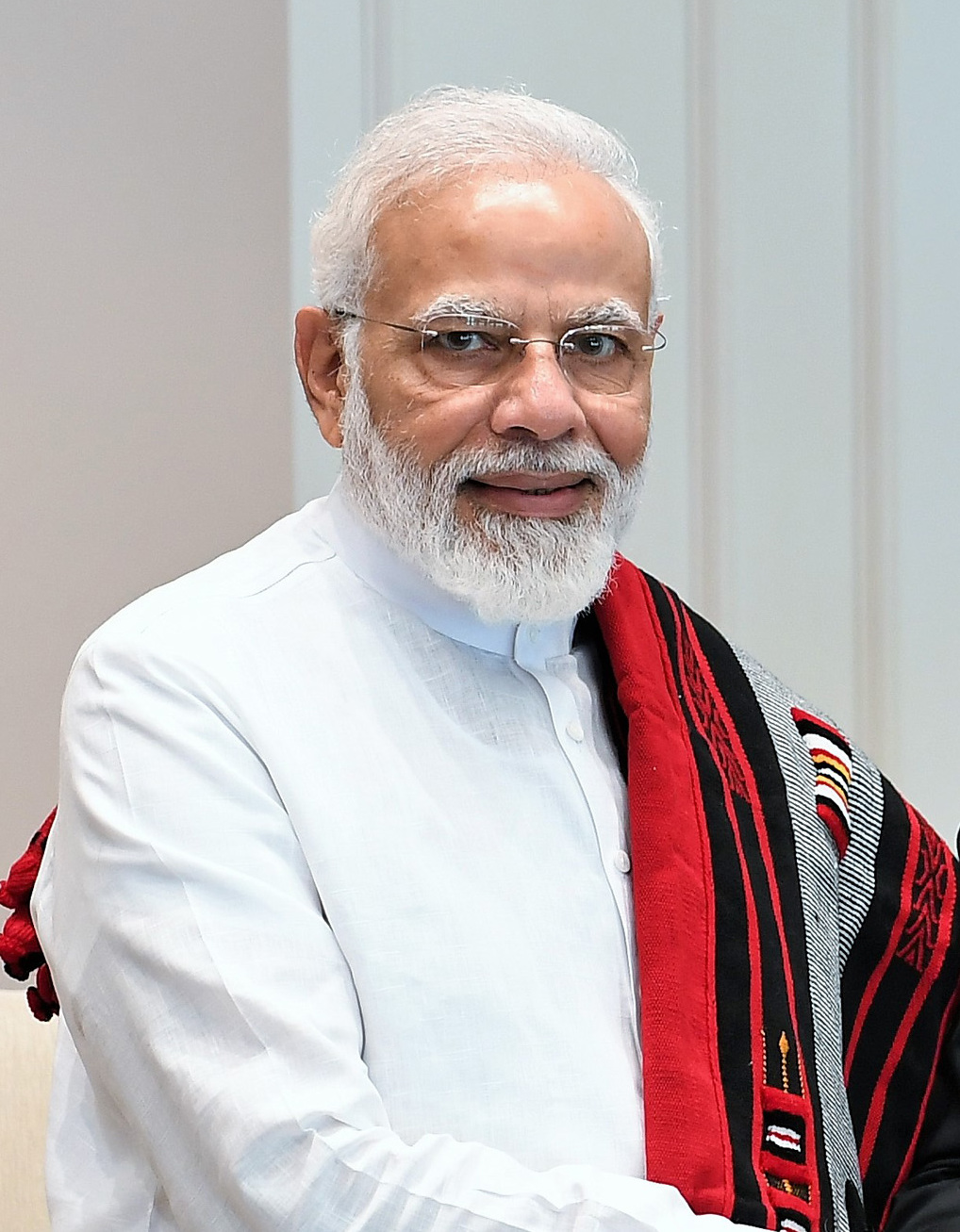
Premiärminister Narendra Modi
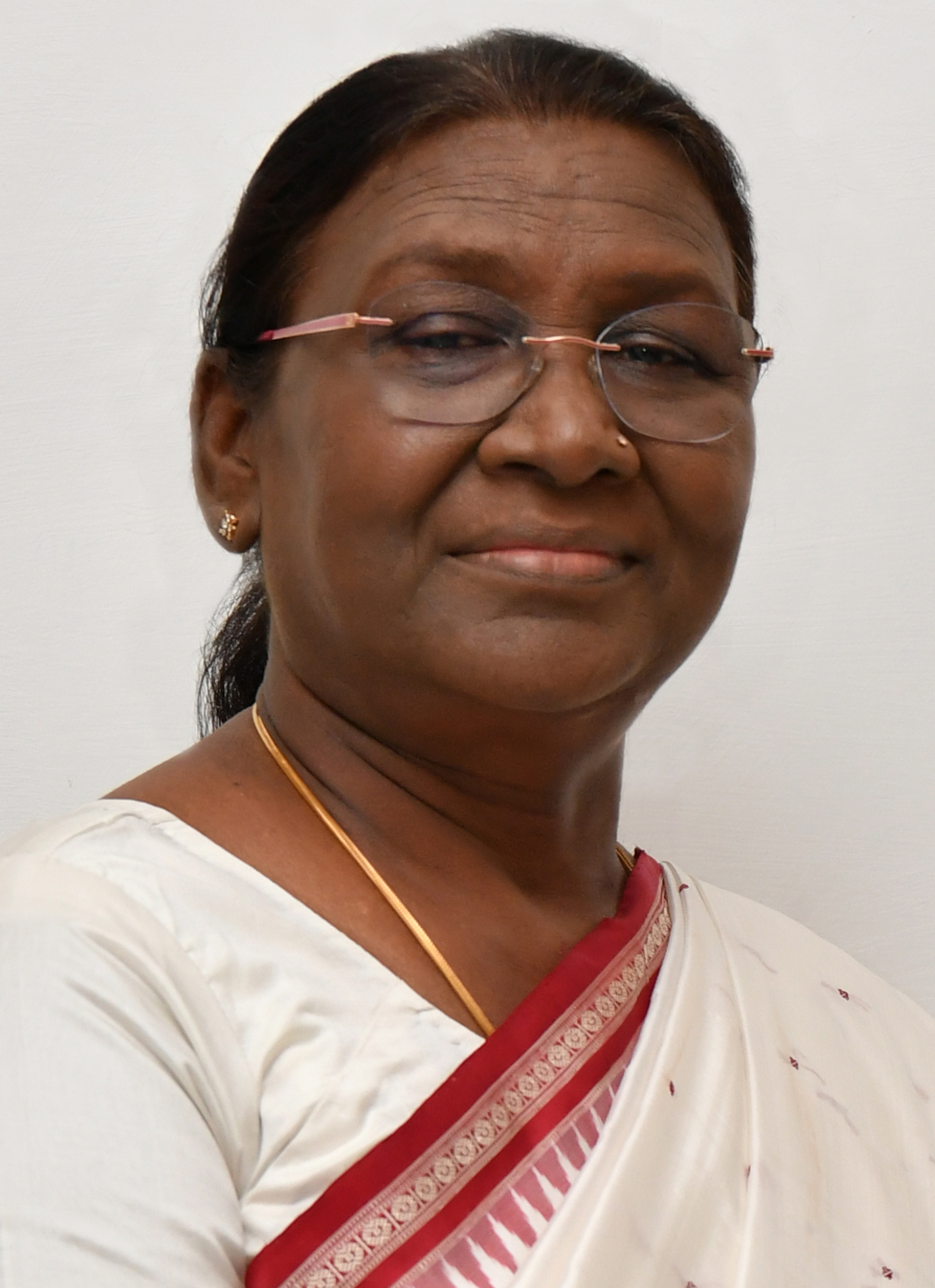
President Droupadi Murmu.

### Rättsväsen
Indien har ett enhetligt rättssystem med tre nivåer, som består av högsta domstolen (Supreme Court), som leds av en chefsdomare (Chief Justice of India), tjugoen High Courts of India, och ett stort antal förstainstansdomstolar.

### Försvar
Militärt är landet en regional stormakt, med en yrkesarmé på över en miljon man, en reserv på en halv miljon man, samt flotta och flygvapen. Till detta kommer paramilitära styrkor på dryga miljonen man, polis samt ett hemvärn, också detta med en ansenlig personalstyrka; ungefär en halv miljon. Krigsmaterielen är dock inte fullt modern, och består delvis av sådant som inköptes från Sovjetunionen under Indira Gandhis dagar. Även om en viss modernisering sker (Indien förfogar till exempel över stridsflygplan av typen Harrier och Suchoj Su-30 MKI), har försvarskostnaderna minskat under senare år. Det går dock inte att säga att spänningen gentemot arvfienden Pakistan minskat nämnvärt. Båda staterna håller sig med kärnvapen.
Indien har en stor flottbas på Andamanerna.

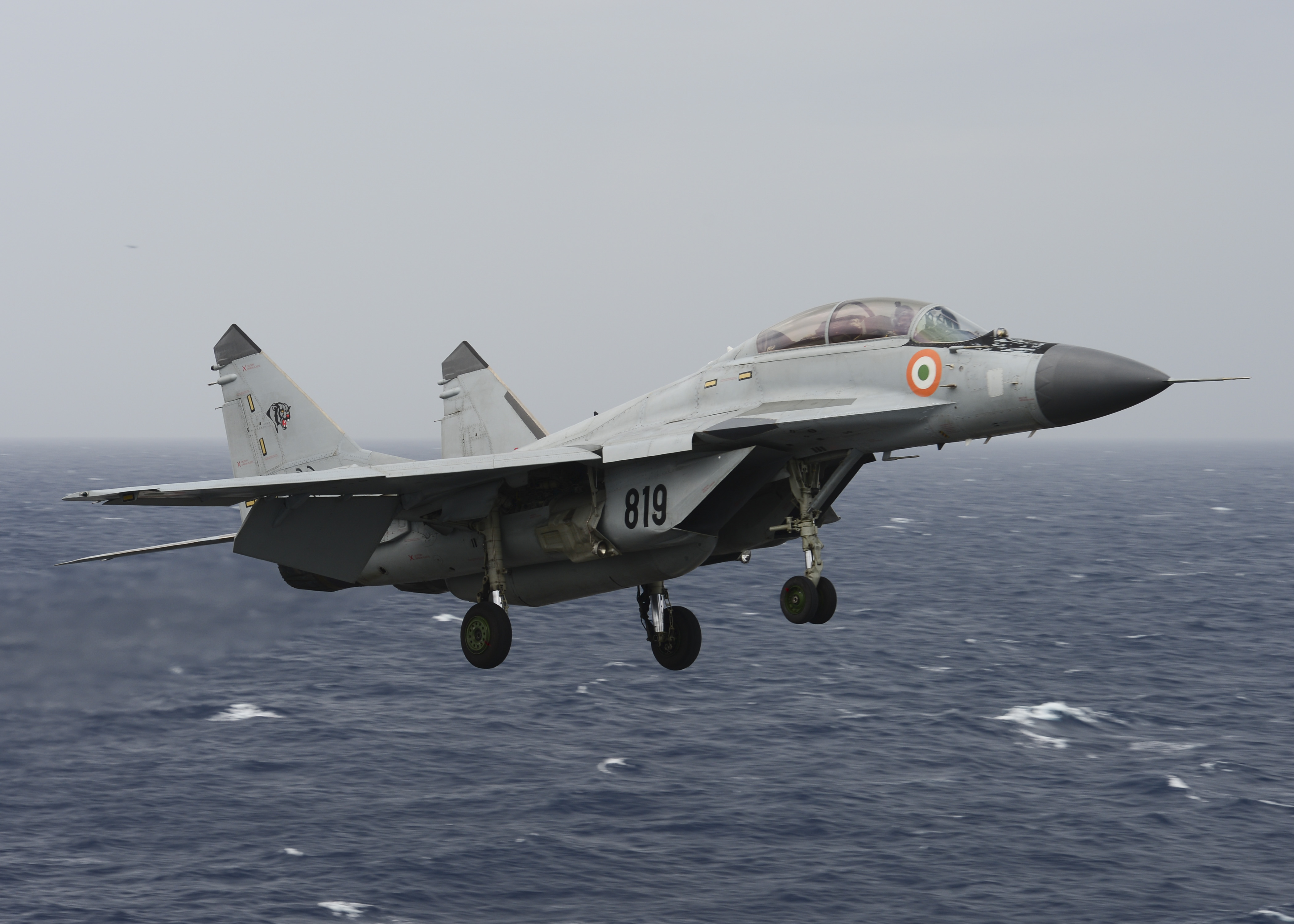
Ett indiskt stridsflygplan av modellen Mikojan-Gurevitj MiG-29K.

## Ekonomi och infrastruktur
Indien är till viss del en modern industrination (bland världens 10–15 främsta) med rika naturtillgångar. Men på samma gång är det ett fattigt utvecklingsland med enorma ekonomiska och sociala problem och stora regionala skillnader. Med sin ofantliga befolkning placerar sig Indien, trots rika naturtillgångar och högt teknologiskt kunnande, bland jordens 30–40 fattigaste stater. 
Under 1980- och 1990-talen började kongresspartiet liberalisera ekonomin, uppmuntra utländska investeringar och effektivisera den överdimensionerade statliga byråkratin. Ekonomin förbättrades och efterfrågan på varor steg i den växande medelklassen (100–150 milj. människor).

### Näringsliv

#### Jordbruk
Huvudnäring är fortfarande jordbruket som sysselsätter 2/3 av befolkningen. Avkastningen har hållits nere av primitiva brukningsmetoder och feodala ägarförhållanden. En stor del av landsbygdsbefolkningen är jordlösa daglönare. Den gröna revolutionen, som introducerade högavkastande grödor framför allt i landets kornbod i nordväst, har kommit stora befolkningsgrupper till godo. Den totala produktionen höjdes och Indien blev på 1970- och 1980-talen självförsörjande på livsmedel.
Jordbruket är till stor del konstbevattnat. De viktigaste produkterna är ris, vete, durra, hirs, baljväxter och sockerrör. Exportgrödor är traditionellt jute, bomull, te (Indien producerar mest i världen), jordnötter och oljeväxter. Det är gott om nötboskap. De heliga korna (enligt hinduismen) får inte slaktas, men ger mjölk samt gödsel och bränsle av spillningen (ved att elda med är på många håll en bristvara). Vid sidan av jordbruket sysselsätts många i traditionellt hantverk och småindustri.

#### Råvaror
Bland naturresurser hittas Kol, järnmalm, mangan, bauxit, krom, naturgas, diamanter, träd och petroleum.

#### Industri
Viktigast för ekonomin är dock den storskaliga industrin som svarar för 1/3 av exportinkomsterna. Textil- och juteindustrin byggdes upp av britterna redan på 1850-talet. Efter självständigheten slog Indien in på en socialistiskt präglad planhushållning för att utnyttja landets naturtillgångar 
. Kärnkraften byggdes ut. Den tunga industrin (järn och stål, verkstads- och kemisk produktion) kompletterades efter hand med elektrisk och avancerad högteknologisk tillverkning (vapen- och rymdteknik, bl.a. kärnvapen). Trots den statliga styrningen domineras det indiska näringslivet av ett fåtal mycket stora företagsgrupper. De mest kända, Air India och Birla, startades redan på den brittiska tiden. 

### Handel
Med sin enorma hemmamarknad har Indien en relativt liten utrikeshandel. 

### Infrastruktur

#### Utbildning och forskning
Enligt 2011 års folkundersökning var 64,6 procent av kvinnorna skriv- och läskunniga, 80,9 av männen och 73 procent av befolkningen som helhet.
Indian Institute of Technology är måhända den mest prestigefyllda utbildningsinstitutionen i världen för civilingenjörer med IT-inriktning. När arbetskraftsinvandring kommer på tal i västvärlden tas ofta denna exklusiva elit av dataspecialister som exempel. Världens största webbaserade e-postföretag, Hotmail, startades av indiern Sabeer Bhatia, som sedan sålde företaget till Microsoft.[källa behövs]
Nobelpriset har tilldelats 13 gånger till personer med indisk anknytning, varav senast 2019 då indiskt-födda Abhijit Banerjee tilldelades ekonomipriset till Alfred Nobels minne. Senast en indisk medborgare tilldelades Nobelpriset var 2014 då Kailash Satyarthi tilldelades Nobels fredspris tillsammans med Malala Yousafzai.

## Befolkning

### Demografi
Befolkningen uppskattades år 2000 bestå av 72 procent Iindoarier, 25 procent dravidfolk  och 3 procent mongolfolk.

### Språk

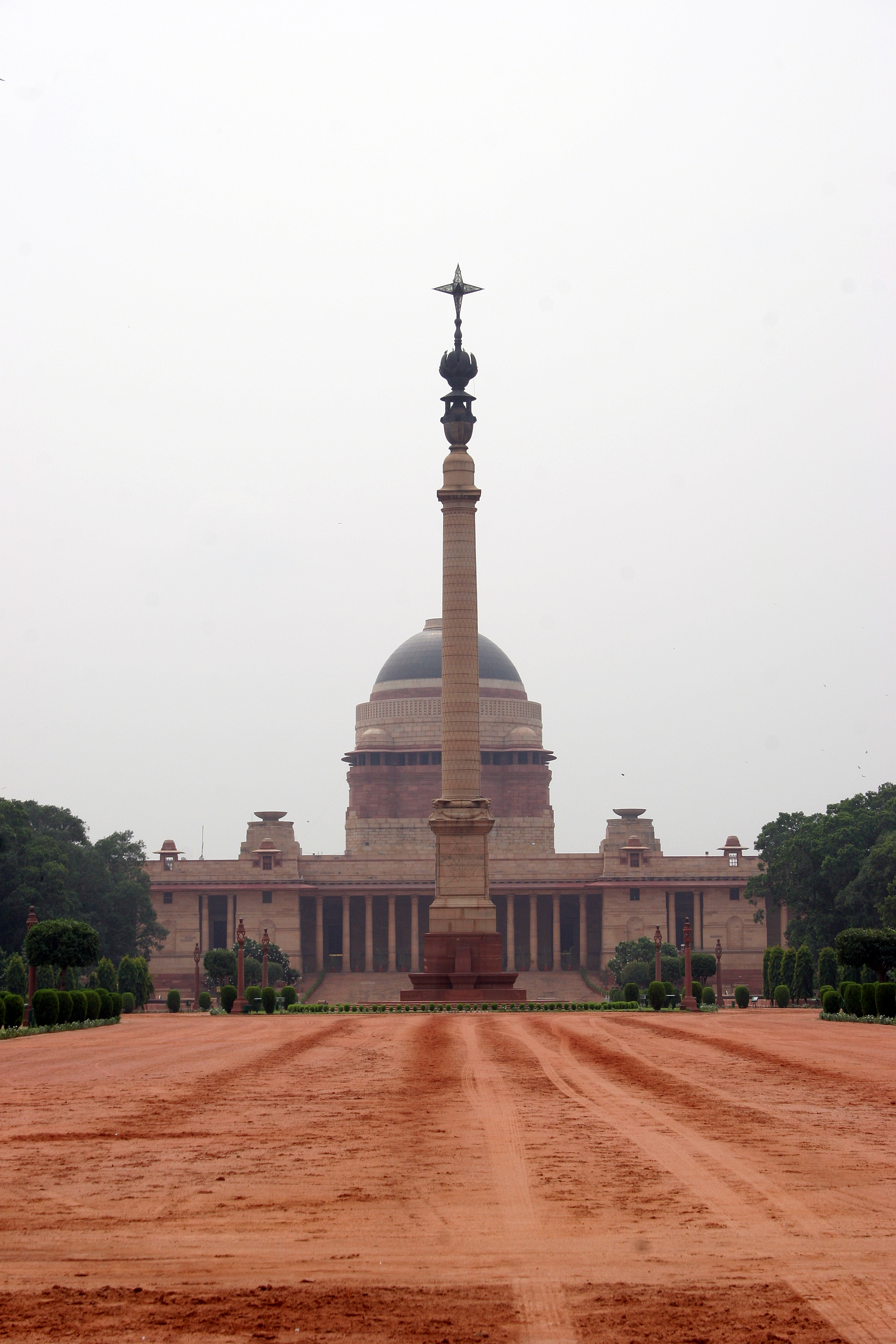
Presidentpalatset, Rashtrapati Bhavan, i New Delhi.

I Indien talas flera hundra språk varav 22 nämns i konstitutionen.
Hindi är det språk som föredras i det officiella Indien även om engelska också är vanligt som affärsspråk. Hindi talas som förstaspråk av 30 procent. Förutom hindi och engelska är ytterligare 21 språk är sanktionerade som officiella: bengali, telugu, marathi, tamil, urdu, gujarati, malayalam, kannada, konkani, oriya, maithili, manipuri, nepali, punjabi, bodo, dogrib, assamesiska, kashmiri, santali, sindhi och sanskrit. Sammanlagt är 325 olika språk erkända såsom i och för sig existerande inom landet. (Olika uppgifter i olika källor. Dessutom finns olika dialekter.)
Engelska och hindi är officiella språk som används som bland annat förvaltningsspråk.
En indisk statlig utredning på 1980-talet kom fram till att landet hade nästan 5 000 folkgrupper som talade nästan 400 språk med över 200 dialekter som skrivs med 38 olika alfabet. Sättet att räkna är olika i olika utredningar men Indien är klart ett av världens mest heterogena länder. Befolkningen tillhör därmed en lång rad olika etniska grupper och flera av dessa har starkt avvikande kultur och tradition.

### Religion

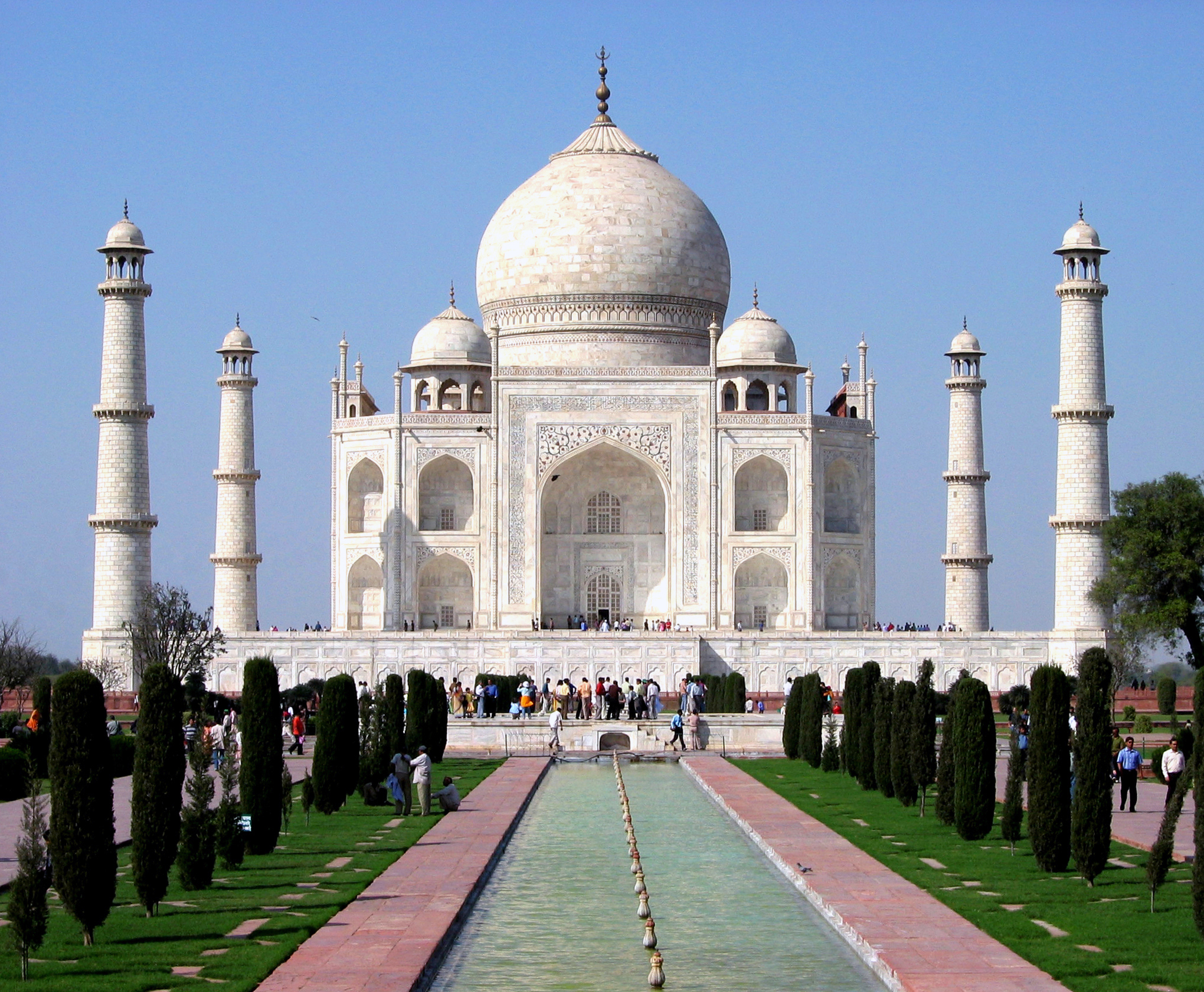
Taj Mahal i Agra.

Religioner: Hinduer 82 procent, muslimer 12 procent, kristna 2 procent, sikher 2 procent, övriga (därav bahá'íer, parser, Ayyavazhi, buddhister) 2 procent (år 2000). Se den fullständiga statistiken från 1991.

### Sociala förhållanden
Trots imponerande ekonomisk tillväxt under de senaste årtiondena fortsätter Indien att brottas med socioekonomiska utmaningar. 

#### Fattigdom
År 1981 uppgick andelen fattiga till 60 procent av befolkningen. När landet blev självständigt 1991 började de ekonomiska skillnaderna mellan Indiens stater öka. I början av 2000-talet levde  O
omkring 75 procent av befolkningen  i stort sett utanför kontantekonomin, medan en modern medelklass, med möjlighet att köpa bil, privat sjukvård, TV och dylikt, uppgick till runt 200 miljoner människor. I landets rikaste stad, Bombay, levde nästan halva befolkningen i slum.[källa behövs] Andelen fattiga hade minskat till 42 procent 2005.
Indien hade 2006 den största koncentrationen av människor som levde under Världsbankens internationella fattigdomsgräns på 1,25 dollar per dag.
Indien hade 2007 en tillväxt på cirka 15 procent.[källa behövs]
Skillnaderna var dock stora i hur befolkningen påverkades av ökningen. Nettonationalprodukten per person var 2007 för de rikaste delstaterna 3,2 gånger så hög som för de fattigaste.
Från självständigheten och fram till 2010 ökade landets befolkning  med 250 procent, och befolkningen i städerna ökade med 500 procent. Enligt den Asiatiska Utvecklingsbanken lever över 50 procent av befolkningen i "djup fattigdom" under 2010. Enligt Världsbanken hade andelen fattiga minskat till 25 procent 2011.

#### Korruption
Befolkningen i Indien upplever att korruptionen har ökat betydligt. En rapport uppskattar de olagliga kapitalflödena efter självständigheten till 462 miljarder dollar.

#### Slaveri
Indien är det land som har flest personer som lever i slaveri, 18 miljoner. För merparten av dessa handlar det om olagliga krav på återbetalning av lån (engelska debt bondage).

#### Barnarbete
Indien har också världens största grupp av barn under 14 år i arbete, varav 12,6 miljoner uppskattas vara indragna i farliga sysselsättningar.

### Hälsa
31% av Indiens barn under fem års ålder lider av undervikt. Enligt en rapport från FN:s livsmedels- och jordbruksorganisation 2015 var 15% av Indiens befolkning undernärd. Ett statligt program kallat ‘’Mid-Day Meal Scheme’’ avses minska de här procentsatserna.

## Kultur
Genom historien har ett flertal vågor av inflytande från andra kulturer sköljt in över Indien, den viktigaste var de indoeuropeiska ariernas invasion av landet. Detta har påverkat norra delen av landet mer än den södra. Det i Europa mest kända inslaget i den indiska kulturen är kastväsendet.
Många regioner i Indien har egna, något så när klart avgränsade kulturer. Under de senaste decennierna har dock gränserna dessa kulturer emellan haft en tendens att bli suddigare, och de olika kulturerna har påverkat varandra mer än tidigare. Med ökande internationalisering i världen, och med liberaliseringarna i den indiska ekonomin i början av 1990-talet har också västliga kulturinfluenser gjort sig starkare påminda.

### Massmedier

#### Press
Tidningar är populära Indien, och det finns 118 239 olika tidningar som publiceras. De tio största tidningar är:
| Tidning            | Upplaga (2018) | Språk     |
| ------------------ | -------------- | --------- |
| Dainik Bhaskar     | 4 318 377      | hindi     |
| Dainik Jagran      | 4 144 706      | hindi     |
| The Times of India | 2 826 164      | engelska  |
| Hindustan          | 2 625 343      | hindi     |
| Amar Ujala         | 2 610 784      | hindi     |
| Malayala Manorama  | 2 368 672      | malayalam |
| Eenadu             | 1 807 998      | telugu    |
| Daily Thanthi      | 1 525 526      | tamil     |
| The Hindu          | 1 397 944      | engelska  |
| Mathrubhumi        | 1 363 931      | malayalam |

#### Television
Enligt årets 2016 statistik fanns det 857 tv-kanaler i Indien. Statens public service-bolag heter Prasar Bharati och består av två separata bolag: Doordarshan (television) och All Indian Radio (radio). Public service-bolaget styrs av Indiens kommunikations- och publik service-ministerium.
Båda kamrarna av Indiens parlament har sina egna nyhetsbyråer: Lok Sabha TV rapporterar om underhuset och Rajya Sabha TV om överhuset. Nyheter publicerar på engelska och hindi, och både kanaler är aktiva i YouTube.

### Konstarter

#### Musik och dans
Indisk musik finns i två huvudformer: Karnataka och Hindustani. Hindustani är vanligare i norra Indien är influerad av muslimsk kultur. 

#### Film
Filmvisningar i Indien började 1896, och de första indiska långfilmerna producerades 1913 av Dadasaheb Phalke. Under stumfilmstiden gjordes cirka 1 280 filmer, med The Light of Asia (1925) som den mest kända. Den första ljudfilmen, Alam Ara, släpptes 1931, vilket stärkte den indiska filmindustrin. På 1930-talet blev Indien en av världens största filmproducenter, och hindi-filmer från Mumbai dominerade marknaden. Tre populära genrer växte fram: mytologiska filmer, stuntfilmer och sociala problemfilmer.
Bollywood, som blev populärt på 1950-talet, kännetecknades av spektakulära actionsekvenser och musiknummer. Stjärnor som Amitabh Bachchan blev internationella ikoner. Bollywoodfilmerna började även exporteras på 1950-talet till länder med stora indiska diasporor. På grund av begränsad TV i Indien växte filmindustrin starkt, och filmexporten ökade. Samtidigt utvecklades en indisk konstfilmtradition, med regissörer som Satyajit Ray, som fick internationellt erkännande för sina socialt engagerade filmer. Film Finance Corporation grundades för att stödja denna genre.
De senaste decennierna har Bollywood och indisk film blivit mer internationella, med samproduktioner och filmer som Lagaan och Devdas som fick stor internationell framgång. Indien är världens största filmproducent, med 1 255 filmer producerade 2011, och Bollywood fortsätter att vara en global kulturell kraft.

### Traditioner

#### Kultursymboler

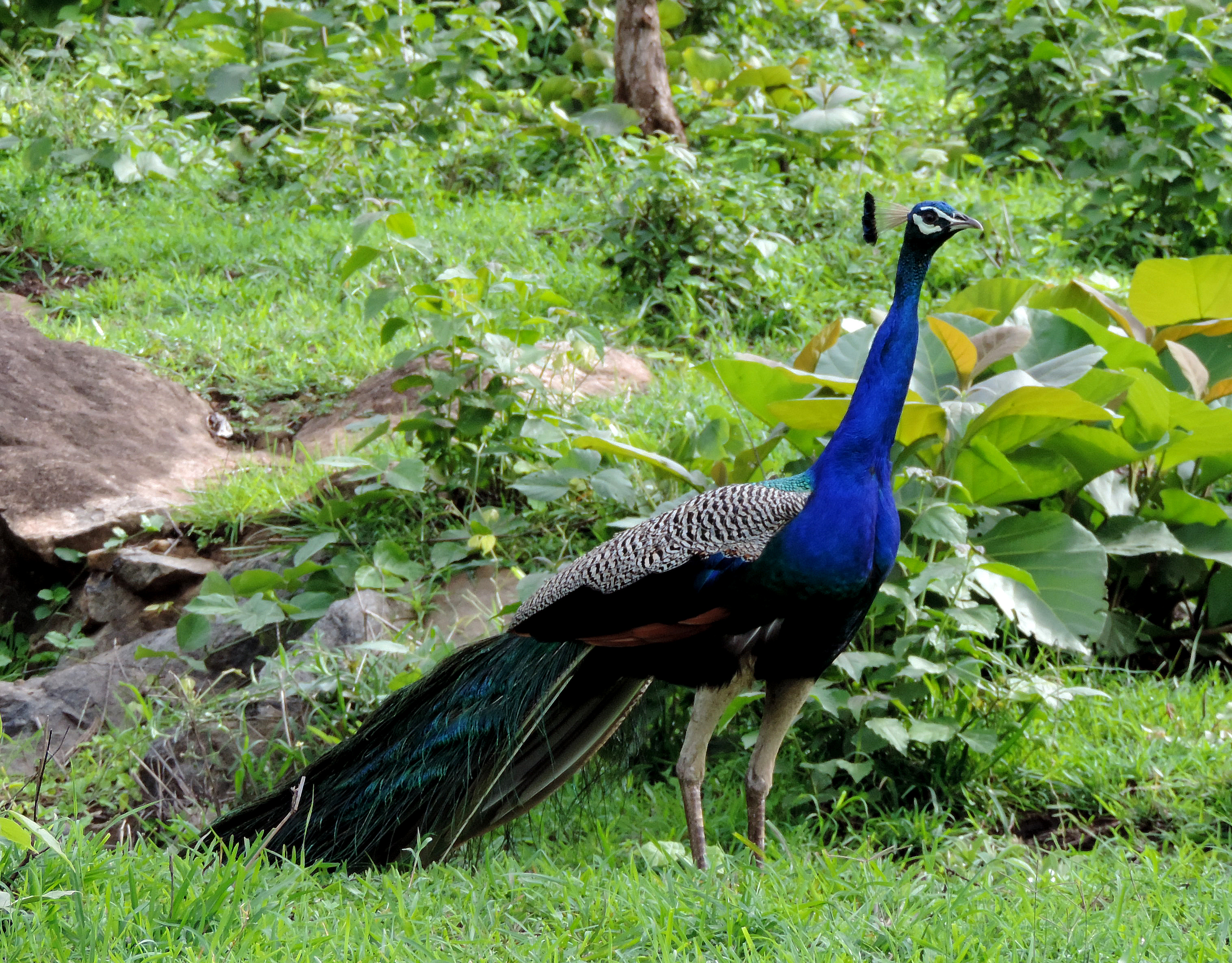
Påfågel i Tamil Nadu.

Indiens nationalfågel har sedan 1963 varit påfågel, eftersom den hör till många lokala myter i olika delar av Indien.

### Sport
Schackspelet anses härstamma från Indien, och de siffror vi kallar arabiska har egentligen indiskt ursprung.

## Internationella rankningar
| Organisation                                | Undersökning                   | Rankning   |
| ------------------------------------------- | ------------------------------ | ---------- |
| Heritage Foundation/The Wall Street Journal | Index of Economic Freedom 2019 | 129 av 180 |
| Reportrar utan gränser                      | Pressfrihetsindex 2019         | 140 av 180 |
| Transparency International                  | Korruptionsindex 2018          | 78 av 180  |
| FN:s utvecklingsprogram                     | Human Development Index 2018   | 129 av 189 |